# Maqueta arquitectònica

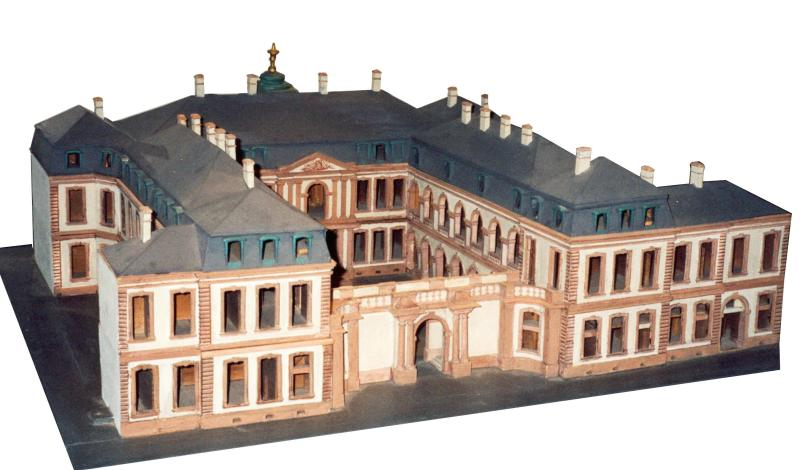
Maqueta d´un edifici històric. Palau Thurn und Taxis a Frankfurt, Alemanya.

Una maqueta arquitectònica és una representació física a escala reduïda d'una edificació, projecte urbà o parts del mateix. La representació pot ser molt senzilla, de només volums, fins a extremadament detallada, similar a un diorama. L'ús varia des d'un model ràpid, per a referència, exploració o anàlisi, fins a models molt acabats per a la promoció o la presentació de projectes a clients, o al públic. A més de les maquetes arquitectòniques i urbanes, també s'elaboren maquetes de territoris.
Les maquetes arquitectòniques, com la majoria de representacions d'escala, s'utilitzen com a eina de comunicació. Una maqueta a escala hauria de lliurar un missatge altament eficaç. Els arquitectes fan maquetes a escala durant el disseny per estudiar algun aspecte de la manera general o la relació entre edificis o altres aspectes. La maqueta a escala és un art que requereix precisió i experiència.

## Història
S'han utilitzat models arquitectònics que es remunten a la prehistòria. Els models més antics es van trobar a Malta, com ara als temples de Tarxien, i ara es troben al museu d'arqueologia de La Valletta.

## Propòsit
Els models arquitectònics són utilitzats pels arquitectes per a una sèrie de propòsits:
- De vegades es fan models ad hoc, o models d'esbós, per estudiar la interacció de volums, diferents punts de vista o conceptes durant el procés de disseny. També poden ser útils per explicar un disseny complicat o inusual als constructors, o com a focus de discussió entre dissenyadors i consultors com ara arquitectes, enginyers i urbanistes.
- Els models de presentació es poden utilitzar per exposar, visualitzar o vendre un disseny final. Una maqueta també s'utilitza com a peces d'exposició, per exemple, com a característica de la recepció d'un edifici, o com a part d'una exposició de museu, com ara rèpliques a escala d'edificis històrics.

## Tipus
Entre els diferents tipus hi ha:
- Els models exteriors són models d'edificis que solen incloure alguns espais paisatgístics o cívics al voltant de l'edifici.
- Els models d'interior són models que mostren la planificació de l'espai interior, els acabats, els colors, el mobiliari i l'embelliment.
- Els models de disseny paisatgístic són models de disseny i desenvolupament del paisatge, que representen característiques com passarel·les, petits ponts, pèrgoles, patrons de vegetació i embelliment. Els models de disseny paisatgístic solen representar espais públics i, en alguns casos, també inclouen edificis.
- Els models urbans són models construïts normalment a una escala molt més petita (a partir de 1:500 i menys, 1:700, 1:1000, 1:1200, 1:2000, 1:20 000), que representen diversos blocs de la ciutat, fins i tot un conjunt. ciutat o poble, gran complex, campus, instal·lació industrial, base militar, etc. Els models urbans són una eina vital per a la planificació i el desenvolupament de la ciutat. Els models urbans de grans àrees urbanes es mostren en museus com el Shanghai Urban Planning Exhibition Center, el Queens Museum de Nova York,[2] el Beijing Planning Exhibition Hall i la Singapore City Gallery.
- Els models d'enginyeria i construcció mostren elements i components d'edifici/estructura aïllats i la seva interacció.

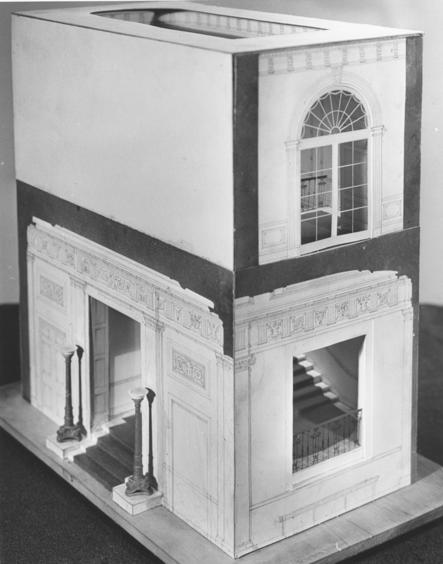
Un model de l'arquitecte Lorenzo Winslow que va utilitzar per explorar l'estructura de la Gran Escalera de la Casa Blanca per al seu redisseny de l'ala est.
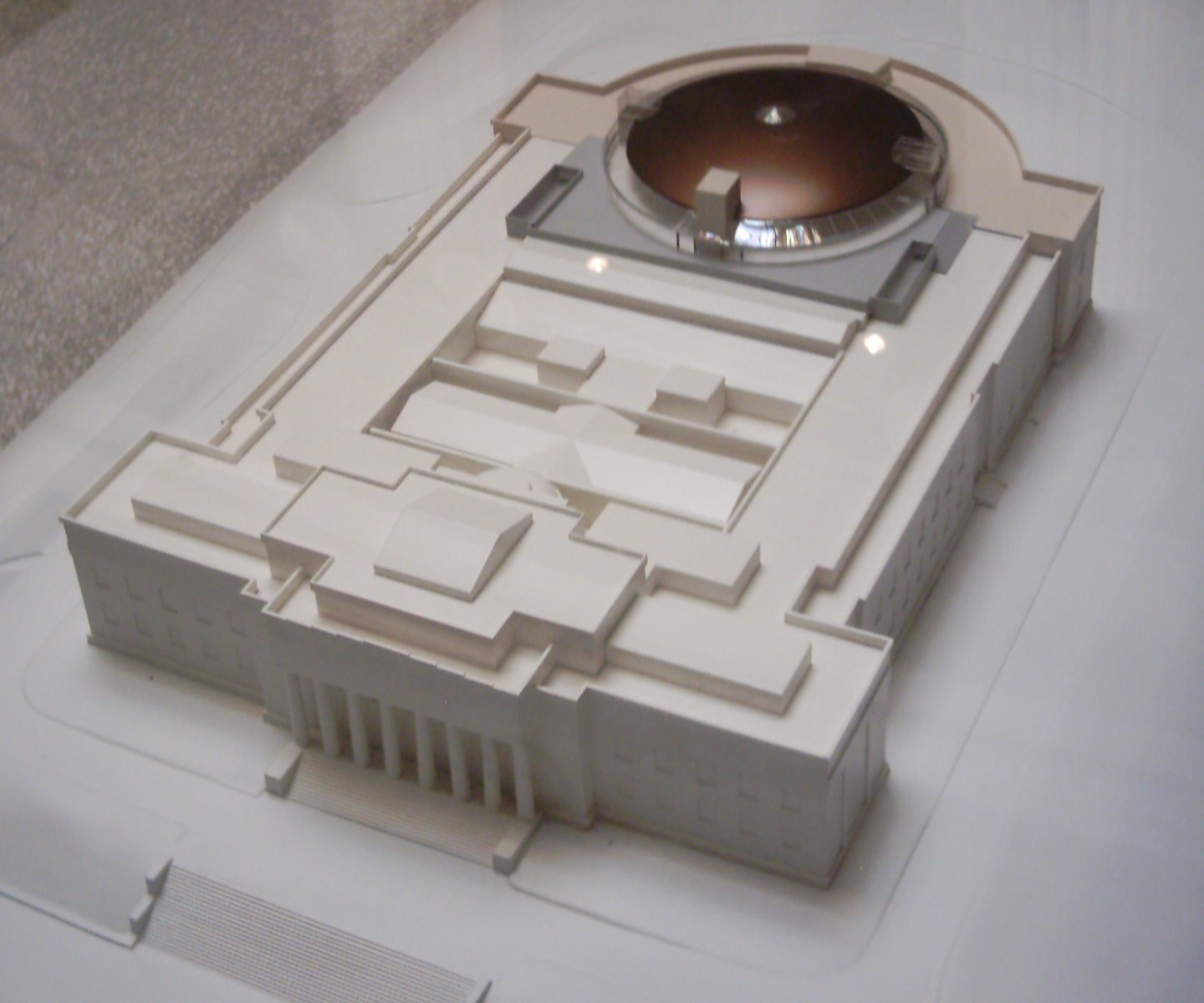
Maqueta d'un edifici d'un museu.
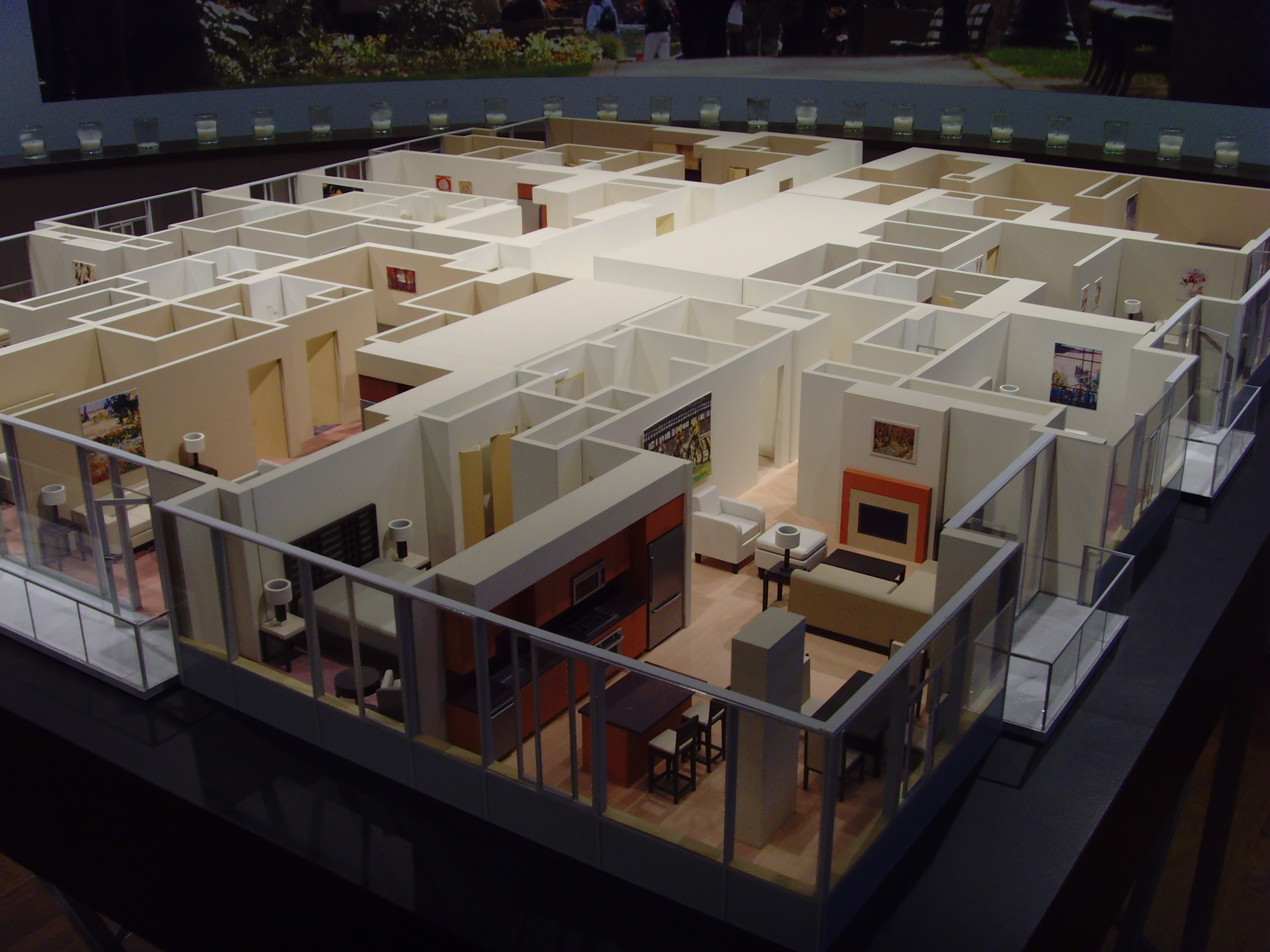
Maqueta d'interior d'un edifici.
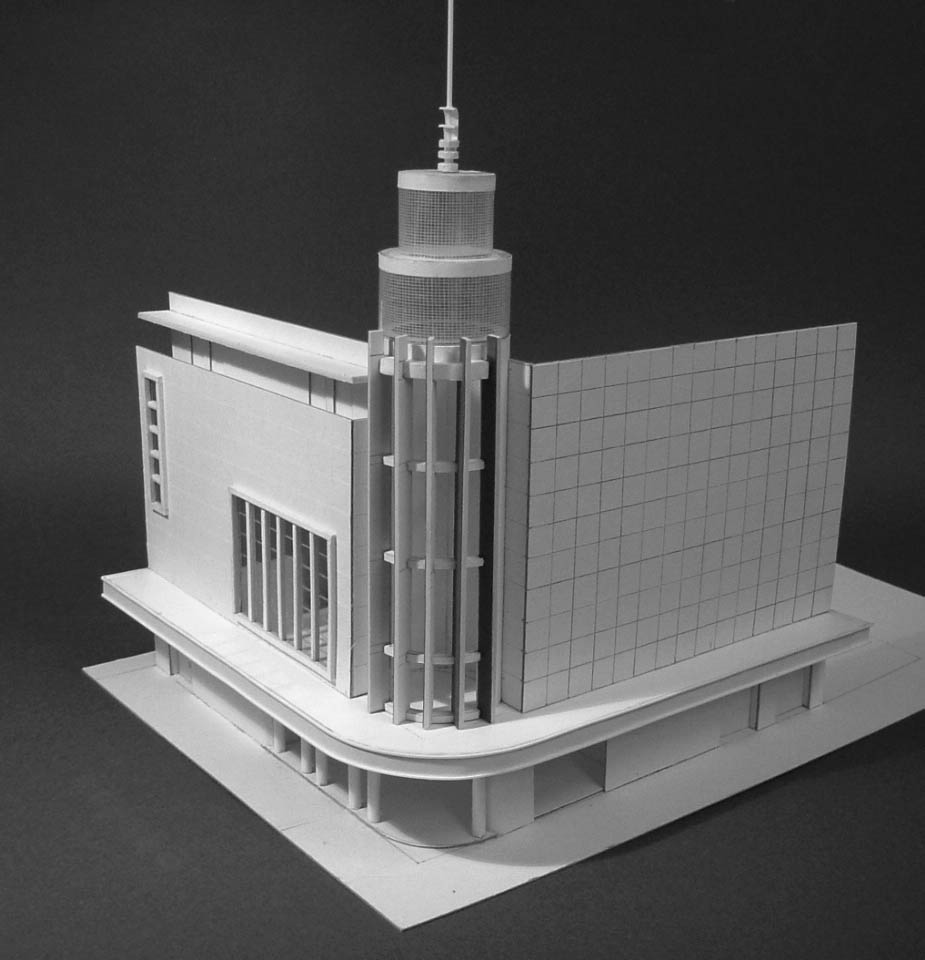
Una rèplica a escala del teatre Capitol enderrocat a Causeway Bay, Hong Kong
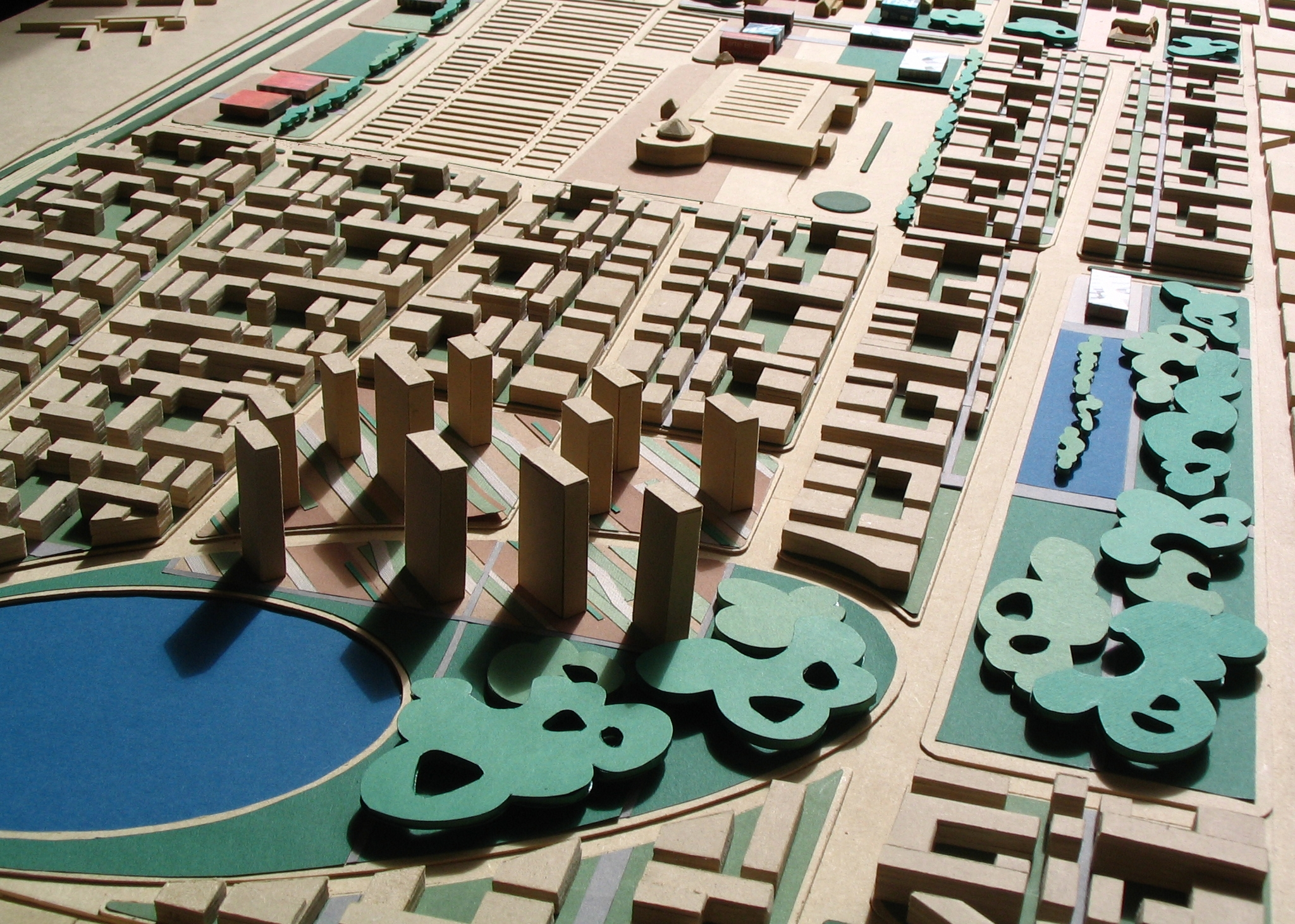
Un model utilitzat per a l'urbanisme a la província de Buenos Aires
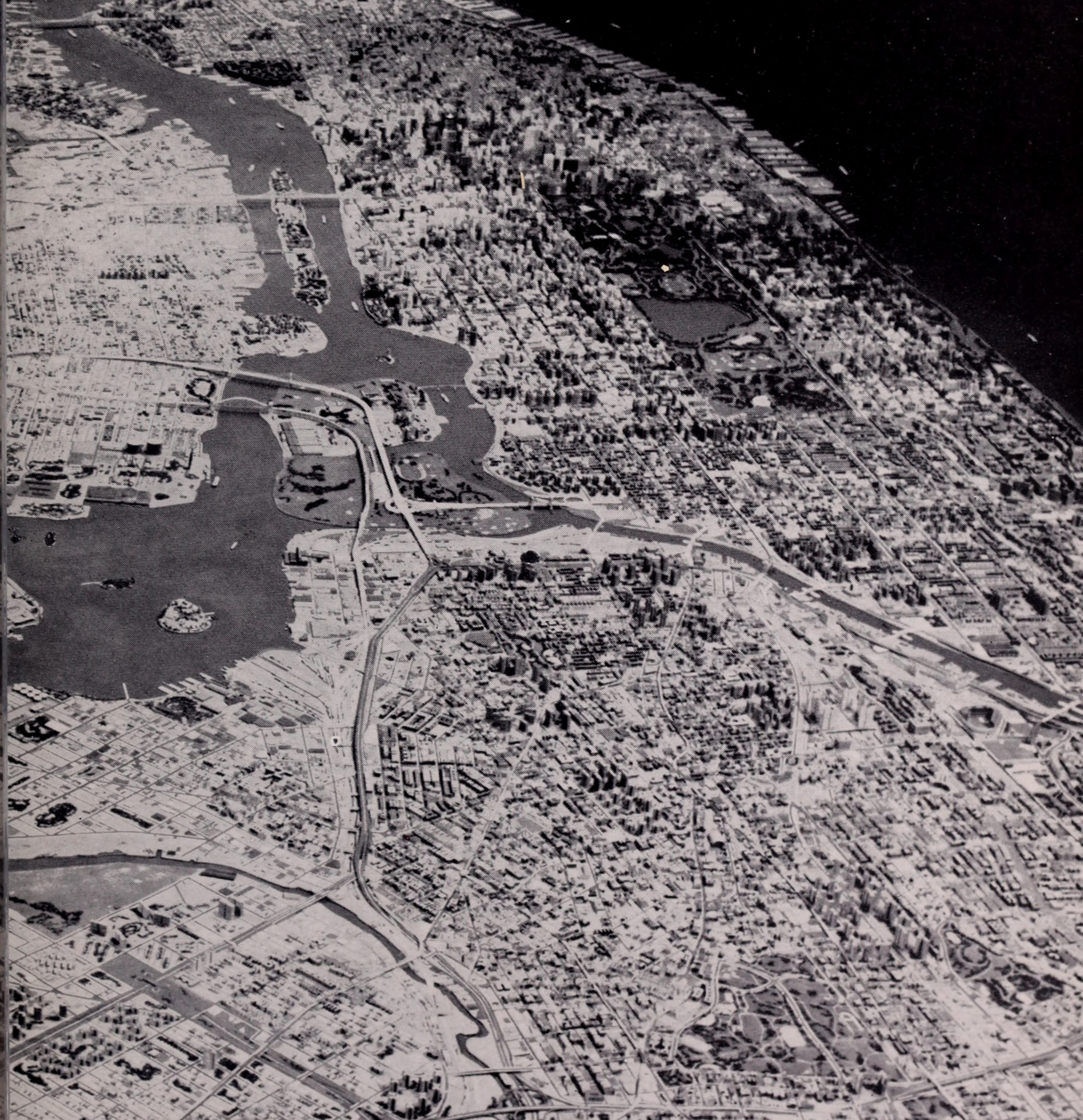
Model de la ciutat de Nova York, Fira Mundial (1964)

## Escales
La quantitat i precisió dels detalls que es poden fer depenen de l'escala utilitzada a la maqueta. Les escales usades més comunament són:

## Materials

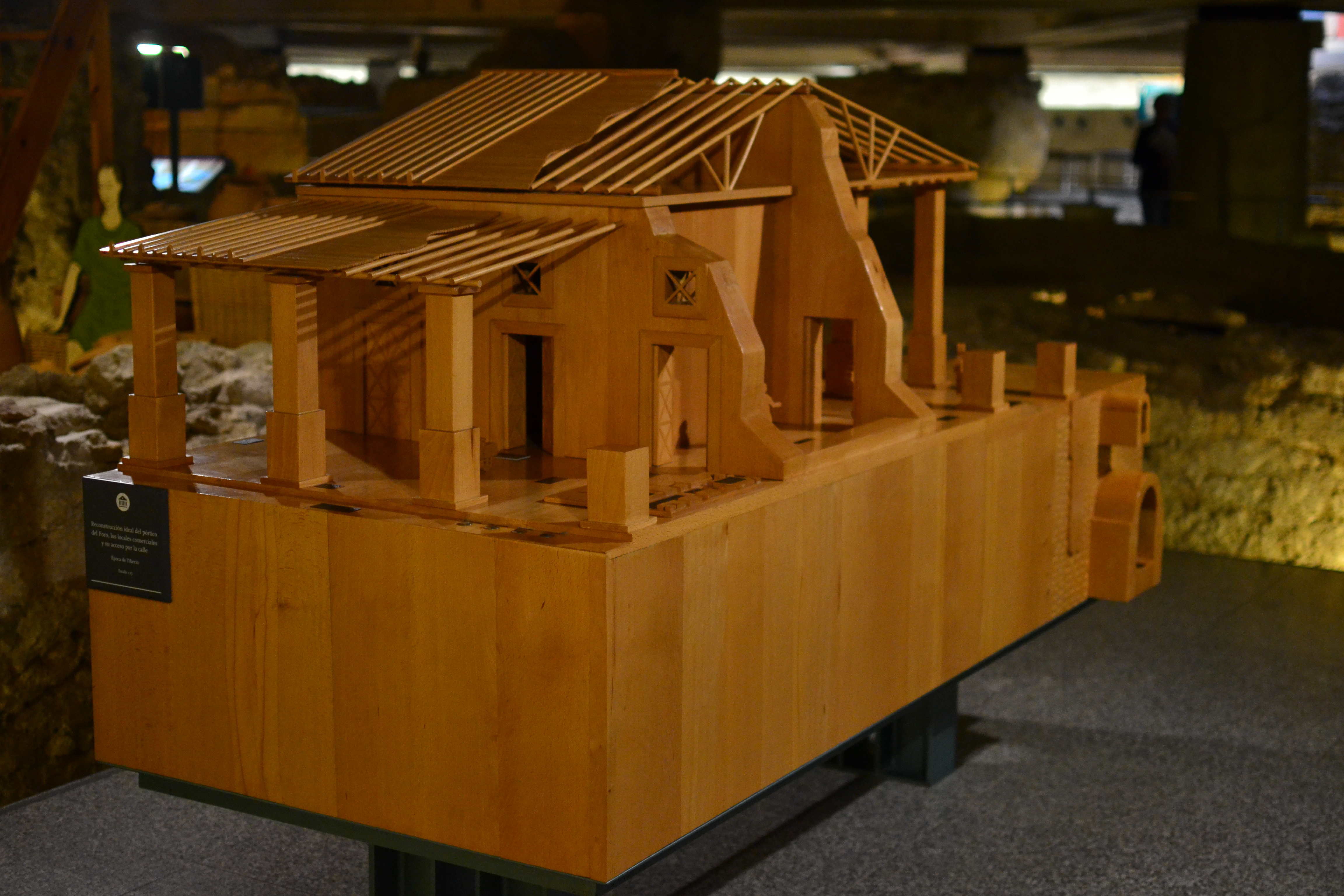
Maqueta del fòrum romà de Caesaraugusta. Museu del Fòrum de Caesaraugusta.

Els materials que s'utilitzen per fer les diferents parts de la maqueta són molt variats, tals com: fusta, suro, cartró (cartró escuma, etc.), plàstic, acrílic, escuma sintètica, vidre (bases), vidre, esponja, plastilina, metall (xapa), etc.
A més hi ha empreses especialitzades a fabricar elements decoratius a escala per a maquetes, com plantes, mobles, portes, figures humanes, vehicles, i molts altres més.
Entre els materials més utilitzats en la creació de les maquetes destaca el paper bateria, encara que pot ser substituït per cartró, paper il·lustració, etc.

## Impressió 3D
La tecnologia d' impressió 3D permet obtenir maquetes reals a partir de les dades d'un model virtual en programes de disseny 3D; ha revolucionant el món del maquetisme, ja que el model final es pot obtenir en hores en lloc de setmanes. Les impressores 3D fan servir una barreja d'aglomerant i compostos per fabricar la maqueta (o les parts) directament en color. Hi ha diferents sistemes de postprocessat (bany de cera, adhesius, etc.) que permeten obtenir diferents acabats (més dur, brillant, o rugós).

## Rellevància arquitectònica
La confecció d'una maqueta és una eina principal de l'arquitectura, ja que s'hi plasmen els diferents conceptes de disseny, edificació i representació espacial al terreny. La representació en tres dimensions permet corregir en aquesta etapa del projecte les desviacions no detectades en el pla, fer canvis d'espais i apreciar-ne l'impacte visual.
El propòsit d'una maqueta arquitectònica és presentar una cosa que es veu en tres dimensions. Això pot ser un edifici proposat per ser presentat a un client, departament de planificació o comunitat, dissenyador, per tal de desenvolupar i millorar un disseny. Independentment del propòsit en què es fan servir les maquetes arquitectòniques, l'efecte és sovint notable, cridant l'atenció.
Les maquetes d‟arquitectura presenten els detalls i el context, molt difícils d‟apreciar en termes de visualitzacions virtuals i molt més fàcils d‟entendre pels beneficiaris del projecte, que volen veure les coses en miniatura abans d‟invertir en el projecte.

## Modelatge virtual
Els edificis es dissenyen cada cop més amb programari amb sistemes CAD (disseny assistit per ordinador). Els primers modelatges virtuals implicaven la fixació de línies i punts arbitraris a l'espai virtual, principalment per produir dibuixos tècnics. Els paquets moderns inclouen funcions avançades com ara bases de dades de components, càlculs d'enginyeria automatitzats, visualitzacions visuals, reflexos dinàmics i textures i colors precisos.
Com a extensió del CAD (disseny assistit per ordinador) i el BIM (modelització d'informació d'edificis), les sessions d'arquitectura de realitat virtual també s'adopten a un ritme cada cop més ràpid. Com que aquesta tecnologia permet que els participants estiguin immersos en una maqueta a escala 1:1, bàsicament experimentant l'edifici abans que es construeixi.

## Col·leccions
A França, el Musée des Antiquités Nationales à Saint-Germain-en-Laye, té obres de Rosa, Lucandeli o Pelet. El Musée archéologique de Nîmes, i el Museu d'Història de Marsella també tenen maquetes de suro.